# Sady Górne
Sady Górne (německy Baumgarten) je vesnice na jihu Polska patřící do gminy Bolków. Má podlouhlý charakter, její zastavěná část se nachází u silnice, která vesnicí prochází. Na severu volně navazuje na vesnici Sady Dolne. Nachází se zde hřbitovní kostel Narození Panny Marie.

## Galerie

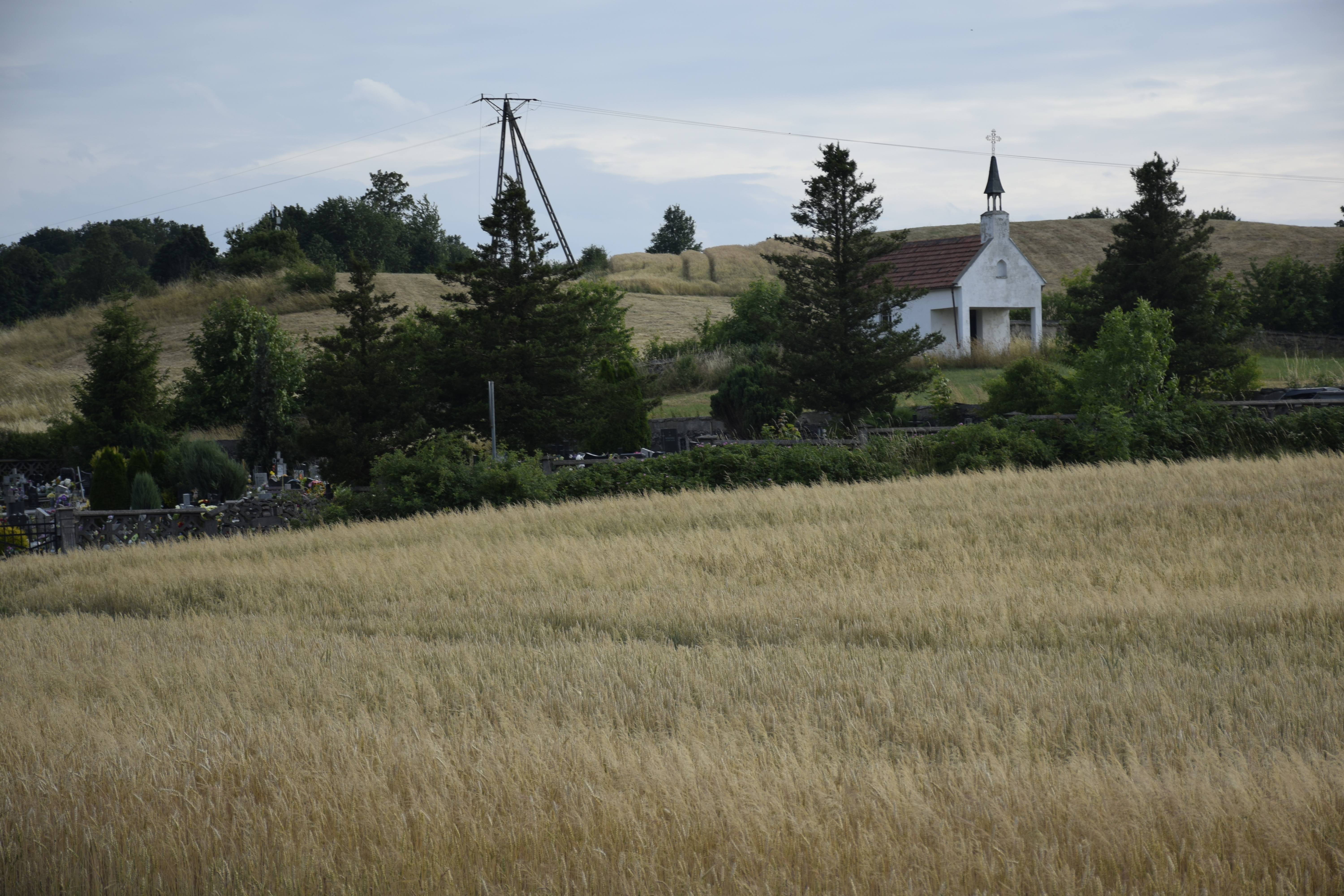
Kaple
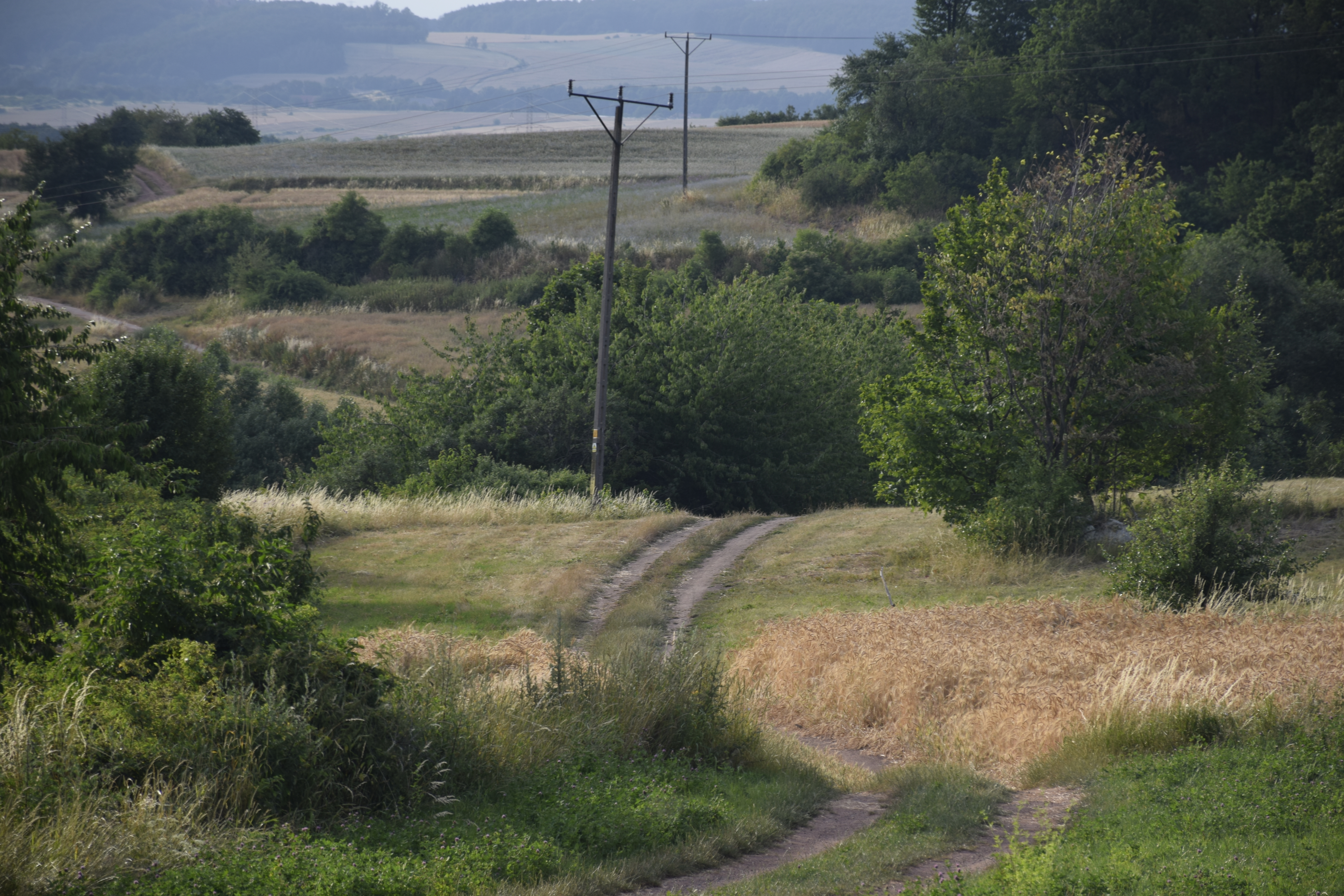
Cesta
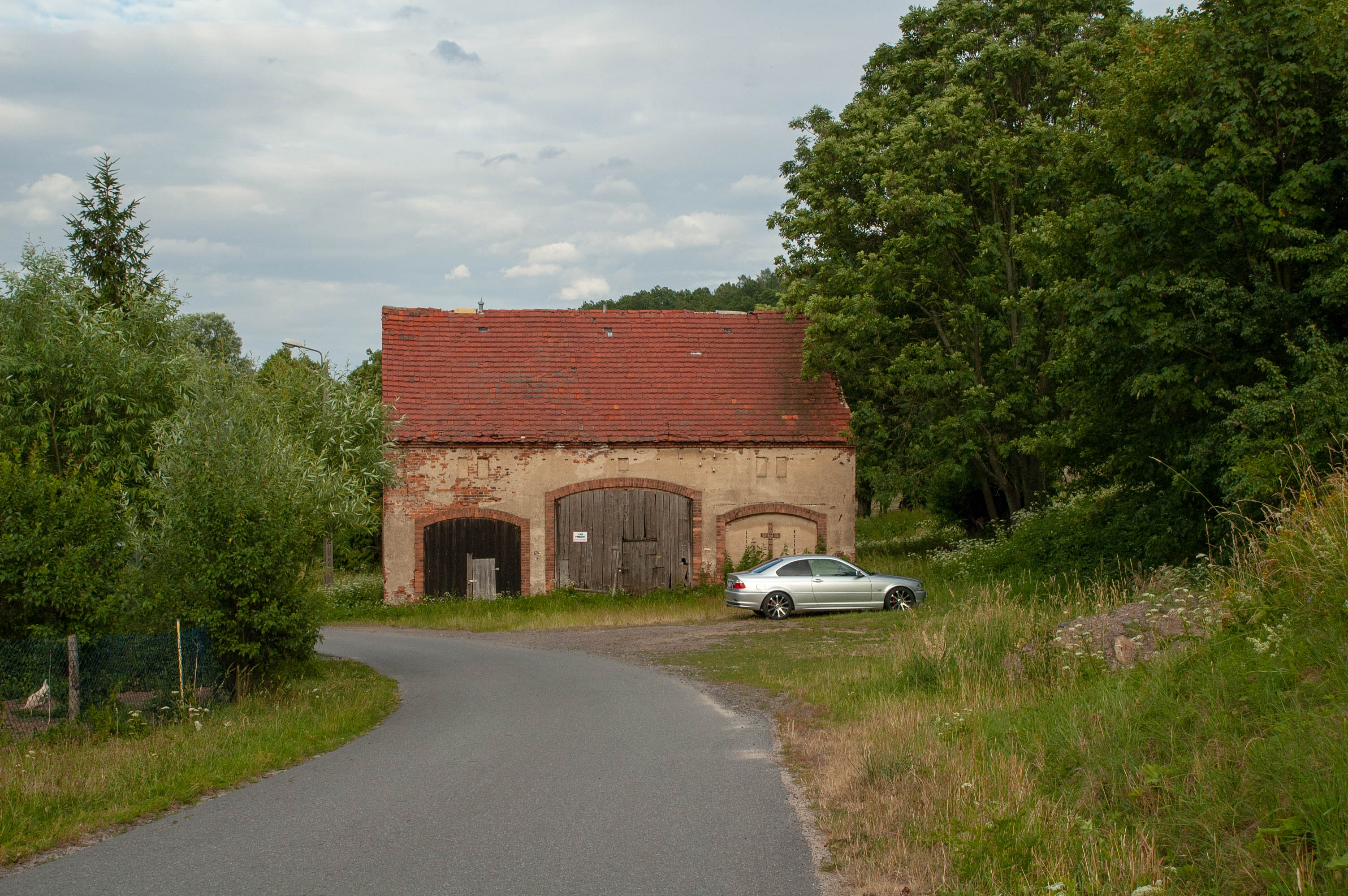
Stodola
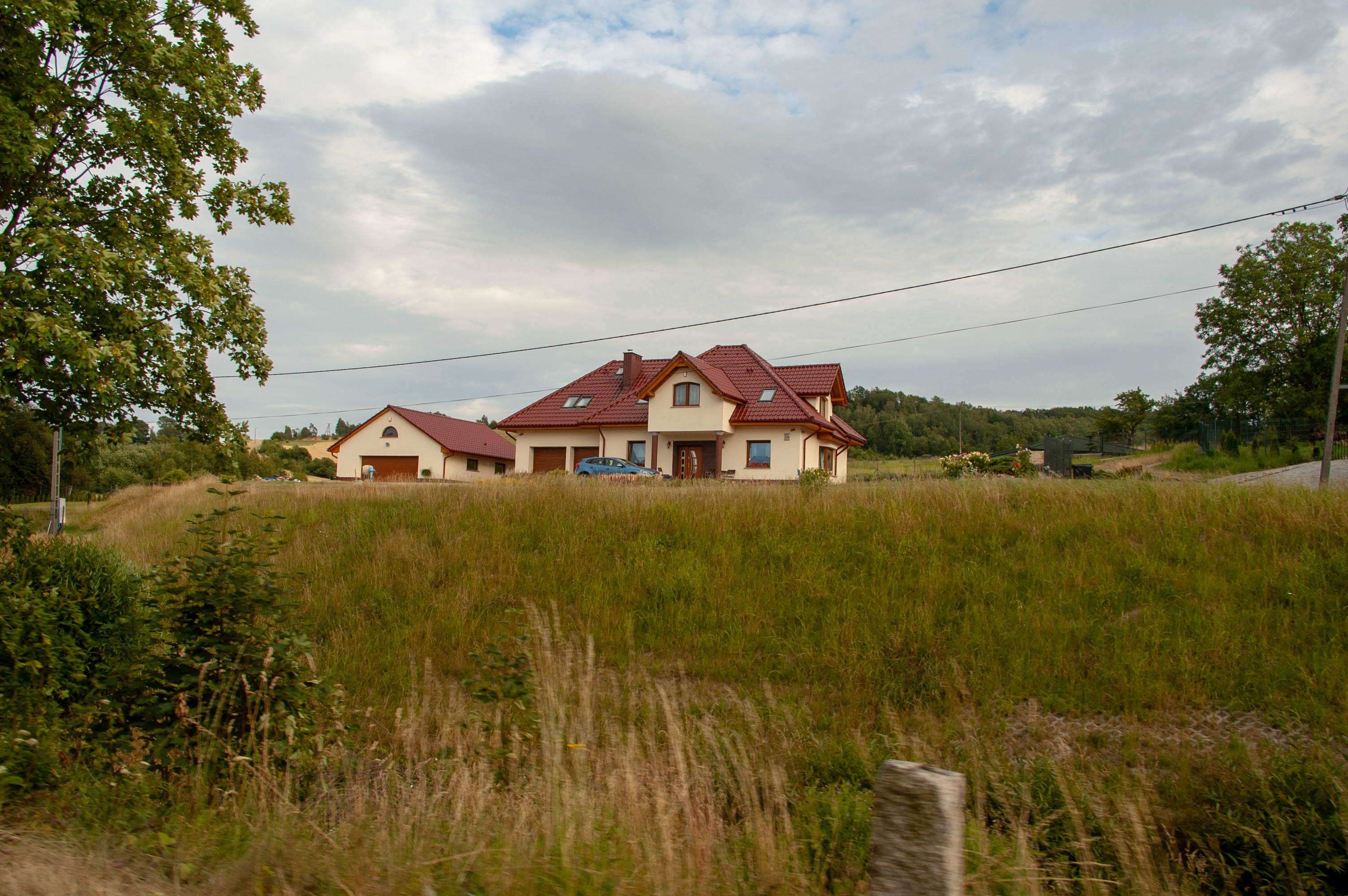
Novostavba
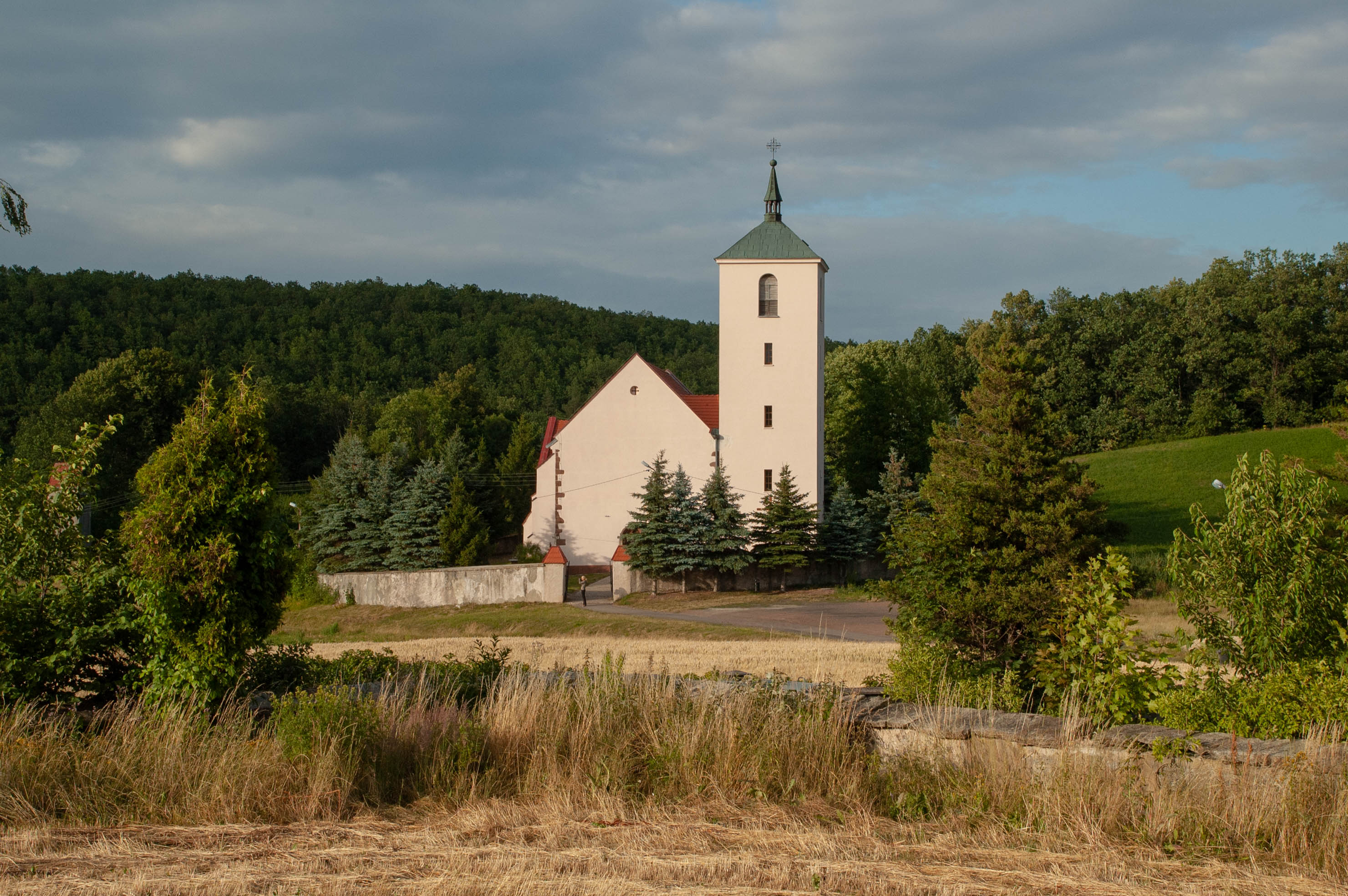
Kostel Nanebevzetí Panny Marie